# Тед Дітчберн
Тед Дітчберн (англ. Ted Ditchburn, нар. 24 жовтня 1921, Джиллінгем — пом. 26 грудня 2005, Брентвуд) — англійський футболіст, що грав на позиції воротаря.
Виступав, зокрема, за клуб «Тоттенгем Готспур», а також національну збірну Англії.

## Клубна кар'єра
Народився 24 жовтня 1921 року в місті Джиллінгем. Вихованець юнацької команди «Тоттенгем Готспур», з якої 1938 року перейшов до академії «Нортфліт».
1 травня 1939 року він повернувся до «Тоттенгема» і підписав професійний контракт, але початок Другої світової війни відклав на кілька років його офіційний дебют. Він дебютував у першій команді 31 серпня 1946 року, і в найближчі шість років пропустив лише два матчі «Тоттенгема». Крім того він став одним з перших воротарів, що не просто вибивали м'яч вперед, а кидали руками захиснику, щоб починати багатоходові комбінації.
За підсумками сезону 1949/50 Дітчберн, який як завжди зіграв у всіх матчах, допоміг своїй команді виграти другий дивізіон, а вже в наступному сезоні 1950/51 несподівано виграв з командою чемпіонат Англії, вперше в історії клубу. На додачу «шпори» з Тедом того ж року вдруге в історії взяли Суперкубок Англії, обігравши «Ньюкасл» (2:1).
Дітчберн залишався беззмінним воротарем «Тоттенгем Готспур» до серпня 1958 року, коли на початку нового сезону 1958/59 в матчі проти Челсі Тед зазнав серйозної травми пальця, через що змушений був закінчити свою професійну кар'єру. Всього за лондонців Дітчберн провів 418 матчів в чемпіонаті і 34 в Кубку Англії. 
З 1959 по 1965 рік Тед був граючим тренером аматорської футбольної команди «Ромфорд», після чого працював з аматорським клубом «Брентвуд Таун».

## Виступи за збірні
З 1949 по 1950 рік захищав кольори другої збірної Англії. У складі цієї команди провів 2 матчі.
2 грудня 1948 року дебютував в офіційних матчах у складі національної збірної Англії в товариській грі проти збірної Швейцарії (6:0). Проте через наявність у збірній таких воротарів як Берт Вільямс та Френк Свіфт, Дітчберн дуже рідко виходив на поле.
У складі збірної був учасником чемпіонату світу 1950 року у Бразилії, проте був лише дублером Вільямса і на поле не виходив.
Загалом протягом кар'єри у національній команді, яка тривала 9 років, провів у формі головної команди країни лише 6 матчів, пропустивши 9 голів.

## Подальше життя
Після відходу на пенсію Дітчберн відкрив спортивний магазин в Брентвуді. Помер 26 грудня 2005 року на 85-му році життя у місті Брентвуд.

## Статистика виступів

### Статистика виступів за збірну
| Дата       | Місто         | Господарі | Результат | Гості     | Турнір                              | Голи | Примітки |
| ---------- | ------------- | --------- | --------- | --------- | ----------------------------------- | ---- | -------- |
| 02/12/1948 | Лондон        | Англія    | 6 – 0     | Швейцарія | товариський матч                    | -    |          |
| 19/05/1949 | Стокгольм     | Швеція    | 3 – 1     | Англія    | товариський матч                    | -    |          |
| 08/06/1953 | Нью-Йорк      | США       | 3 – 6     | Англія    | товариський матч                    | -    |          |
| 14/11/1956 | Лондон        | Англія    | 3 – 1     | Уельс     | Домашній чемпіонат Великої Британії | -    |          |
| 28/11/1956 | Лондон        | Англія    | 3 – 0     | Югославія | товариський матч                    | -    |          |
| 05/12/1956 | Вулвергемптон | Англія    | 5 – 2     | Данія     | Відбір до ЧС 1958                   | -    |          |
| Усього     |               | Матчів    | 6         |           | Голів                               | 0    |          |

## Титули і досягнення
- Чемпіон Англії (1):

«Тоттенгем Готспур»: 1950-51
- Володар Суперкубка Англії (1):

«Тоттенгем Готспур»: 1951